# Kovarcz Emil
Kovarcz Emil (Felsőireg, 1899. február 4. – Budapest, 1946. május 2.) a Nyilaskeresztes Párt politikusa, magyar királyi őrnagy.

## Élete
Római katolikus családban született a Tolna vármegyei Felsőiregen. Nagyváradon honvédhadapród-iskolát végzett, majd tizenhét éves korától az első világháborúban szolgált. 32 hónapos frontszolgálata során megsebesült, továbbá kétszer kapott Signum Laudist és III. osztályú katonai érdemkeresztet. A háború végén beállt a román megszállók ellen felálló Székely Hadosztályba, de fogságba esett, majd megszökött, és 1919-ben Szegeden belépett a nemzeti hadseregbe. Mint az Ostenburg–különítmény tagja részt vett Somogyi Béla és Bacsó Béla szocialista újságírók meggyilkolásában (1920. február 17.). 1922 és 1931 között csendőrtiszt volt, majd visszatért a honvédségbe, őrnagyi rendfokozatban a Ludovika Akadémia tanára lett (1931–1938).
1938-ban vonult nyugállományba az első bécsi döntést megelőző komáromi tárgyalások kudarcára hivatkozva. Még ebben az évben belépett a Nyilaskeresztes Pártba, ahol pártigazgató és országos szervezés vezetője lett (1938–1941). Budapest I. kerületében országgyűlési képviselővé választották 1939-ben. Az 1939 februárjában a Dohány utcai zsinagóga ellen elkövetett merénylet részeseként 1940-ben elvesztette mandátumát, a honvédtörvényszék pedig kétévi börtönre ítélte és lefokozta (1941. február 28.), majd áprilisban újabb 5 évre ítélték; időközben Németországba szökött az országos körözés elől.
Az 1944. március 19-i német megszállás után áprilisban hazatért, és ismét a Nyilaskeresztes Párt egyik vezetője lett. A nyilas puccs (október 15.) egyik szervezője volt. 1944. október 6.–1945. március 28. között a Szálasi-kormányban tárca nélküli miniszteri hivatalt viselt, feladata a nemzet totális mozgósítása és harcba állítása volt. 1945 decemberében került amerikai fogságba, majd a salzburgi nemzetközi haditörvényszék fogházában tartották fogva, azonban majd csak 1946. március 16-án tért haza. A Budapesti Népbíróság háborús bűnösként halálra ítélte, és még ugyanazon a napon kivégezték.